# Llista de catenae de Ganimedes
En aquest article només es mostra els noms oficials aprovats per la Unió Astronòmica Internacional (UAI).
Aquesta és una llista de catenae amb nom de Ganimedes

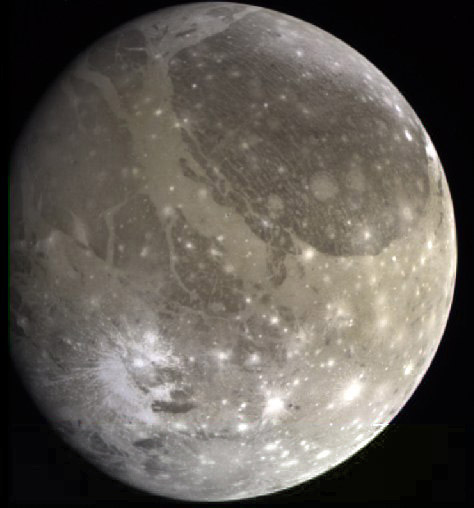
Imatge de Ganimedes (Júpiter iii)
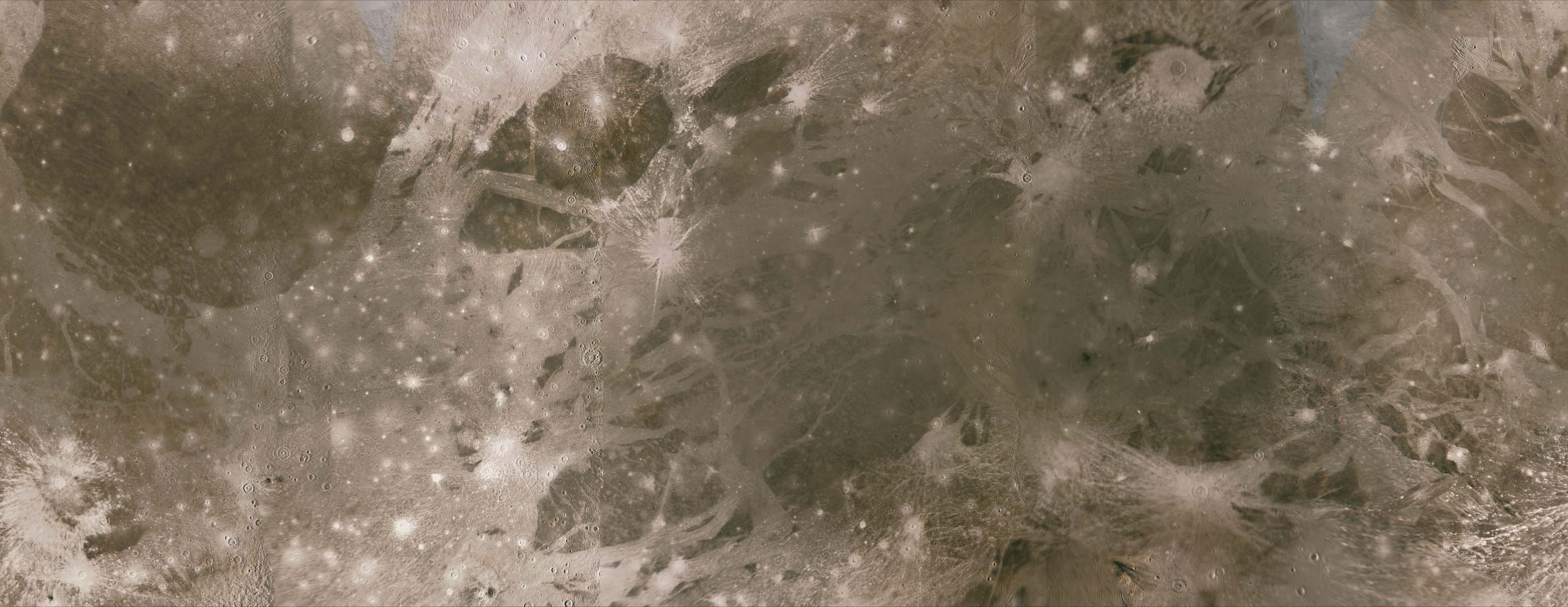
Mapa topogràfic de Ganimedes

Les catenae de Ganimedes porten els noms de déus i herois de l'Antiga Mesopotàmia i Antic Egipte.
La latitud i la longitud es donen com a coordenades planetogràfiques amb longitud oest (+ Oest; 0-360).
| Catena        | Coordenades                             | Diàmetre (km) | Epònim                                                 | Ref.  |
| ------------- | --------------------------------------- | ------------- | ------------------------------------------------------ | ----- |
| Enki Catena   | 38° 50′ N, 13° 52′ O / 38.84°N,13.86°O  | 160,00        | Enki - Principal déu sumeri de l'aigua de l'Apsu.      | WGPSN |
| Khnum Catena  | 32° 54′ N, 349° 16′ O / 32.9°N,349.27°O | 66,00         | Khnum - Déu egipci de la creació.                      | WGPSN |
| Nanshe Catena | 15° 24′ N, 352° 54′ O / 15.4°N,352.9°O  | 103,80        | Nanshe - Deessa sumèria dels manantials i dels canals. | WGPSN |
| Terah Catena  | 7° 06′ N, 277° 36′ O / 7.1°N,277.6°O    | 283,00        | Terah - Déu de la Lluna fenici.                        | WGPSN |